# Turner River Site
Pour les articles homonymes, voir Turner.
Le Turner River Site est un site archéologique du comté de Collier, dans le sud-ouest de la Floride, aux États-Unis. Situé près de l'embouchure du Turner au sein du parc national des Everglades, il est inscrit au Registre national des lieux historiques depuis le 14 décembre 1978.